# Mahikeng
Mahikeng (bis 2010 Mafikeng, zuvor Mafeking) ist Teil der Gemeinde Mahikeng im Distrikt Ngaka Modiri Molema. Es ist die Hauptstadt der südafrikanischen Provinz Nordwest. Die Stadt hatte 2011 15.117 Einwohner. Mahikeng liegt am Fluss Molopo und ist durch die Nationalstraße N18 erreichbar. Gemeinsam mit der ca. 5 km entfernten ehemaligen Provinzhauptstadt Mmabatho mit 38.287 Einwohnern (2011) bildet Mahikeng ein großes urbanes Siedlungsgebiet. Seit 1994 ist Mmabatho verwaltungstechnisch ein Stadtteil der heutigen Provinzhauptstadt.

## Name
Die Stadt wurde 2010 in Mahikeng umbenannt, wie der Ort bis 1885 hieß. Der frühere Name Mafikeng kommt aus dem Setswana und bedeutet „Platz der Steine“.

## Geschichte
Vor der Ankunft der Briten wurde das Gebiet vom Tswana-Stamm der Barolong bewohnt. In den 1880er Jahren wurde die Stadt von britischen Söldnern gegründet. Sie gaben der Stadt den verballhornten Namen Mafeking, der bis etwa 1980 der offizielle Name der Stadt war.
Kurz vor Ausbruch des Zweiten Burenkrieges 1899 wurde Sol Plaatje als Übersetzer in Mafeking sowohl bei Gericht als auch bei der Eingeborenenverwaltung eingesetzt. 

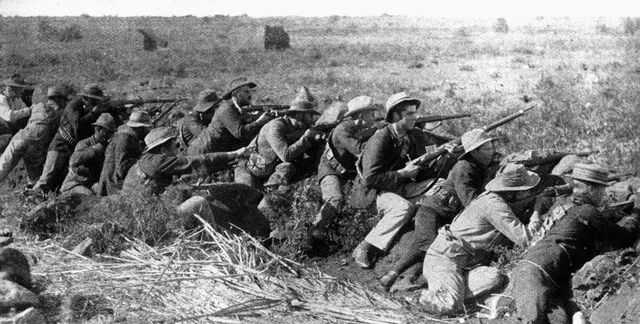
Buren in einem Schützengraben vor Mafeking um 1899

Im Burenkrieg wurde Mafeking 217 Tage von den Buren belagert. Im Laufe der Belagerung wurden 212 Menschen getötet oder verletzt. Während der Belagerung der Stadt sammelte Oberst Robert Baden-Powell, der Kommandant der verteidigenden britischen Truppen, Erfahrungen, die später in die Gründung der Pfadfinderbewegung einflossen. 
Mafeking war die extraterritoriale Hauptstadt des Protektorats Betschuanaland, bis dieses als Botswana 1966 unabhängig wurde.
Von 1980 bis 1996 war Mafikeng Stadtteil von Mmabatho, der ehemaligen Hauptstadt des Homelands Bophuthatswana. Mmabatho bildet mit Mahikeng faktisch eine gemeinsame Stadt.

## Bildung und Kultur
- Im Stadtzentrum von Mahikeng befindet sich das Mahikeng Museum mit Ausstellungen zur Regionalgeschichte und Ethnographie.
- Mit dem Campus Mahikeng in Mmabatho befindet sich einer von drei Standorten der North West University in der Provinzhauptstadt.
- Ein Sportstadion in Mmabatho bietet nahezu 60.000 Plätze, insbesondere für Fußballspiele.

## Infrastruktur und Verkehr
Durch Mahikeng verläuft die Nationalstraße N18. 
Der Mahikeng International Airport (ehemals Mmabatho International Airport) befindet sich rund 15 km nordwestlich von Mmabatho/Mahikeng. Er wurde 2015 wieder in Betrieb genommen, nachdem er vier Jahre zuvor aus wirtschaftlichen Gründen geschlossen worden war. Angeboten werden Flüge nach Johannesburg, Kapstadt und Pietermaritzburg. Rekonstruktionsmaßnahmen haben zum Ziel, internationale Standards wiederherzustellen.

## Naturschutzgebiete
Östlich der Stadtgrenze erstreckt sich auf einer Fläche von 4600 Hektar das Mafikeng Game Reserve. Dieser Wildpark gehört mit Kalahari- und Acacia-Bäumen sowie einer vielfältigen Tierwelt, darunter Nashörner, Giraffen und Zebras, zu den touristischen Attraktionen.

## Mahikeng in der Literatur
- Herman Charles Bosman: Mafeking Road
- Robert Baden-Powell: Scouting for Boys